# Francesco Correggia
Francesco Correggia (Catanzaro, 3 gennaio 1950) è un artista e scrittore italiano che vive a Milano, dove ha insegnato presso l'Accademia di belle arti di Brera.

## Biografia
Dopo aver prestato servizio in Marina militare e aver terminato gli studi, è stato docente all'Accademia di belle arti di Catanzaro dal 1979 al 1984 e all'Accademia di belle arti di Brera dal 1984 al 2012. Qui ha tenuto corsi di Decorazione, Problemi Espressivi del Contemporaneo e di Scrittura creativa ed è stato Membro del Consiglio Accademico tra il 2005 e il 2010, ha infine coordinato il Dipartimento di Ricerca sul Contemporaneo, Biennio Arti Visive, tra il 2004 e il 2006 e diretto il Centro di Ricerca Accademia di Brera (CRAB)Biennio Arti Visive dal 2007 al 2012.È presidente dell'associazione culturale Zip Zone studi di cultura visiva, teoria e pratiche del contemporaneo.
Dal 2006 al 2018 ha scritto per il Blog cultura e natura della La Stampa web e dal 2015 collabora con la casa editrice Prearo editore.

## Principali mostre
La sua prima azione/performance in un'istituzione avviene nel 1976 all'Università popolare di Napoli, dal titolo Segno Territorio Avanguardia a cura di Filiberto Menna. E'del 1979 il progetto marginalia (L'opera e il Luogo il Luogo e l'opera). Il progetto si realizza nel 1982 negli spazi ancora da ristrutturare del comune di San Lucido (Cosenza). Qui è presente con una sua installazione e un suo intervento teorico sul rapporto fra arte e Istituzioni pubbliche.
Dagli anni ottanta ritorna in maniera più intensa alla dimensione della pittura che si fa densa, visionaria, carica di colore, caratterizzandosi sempre di più per la presenza di testi scritturali, filosofici e poetici.   Sono da segnalare in questo periodo le mostre:
- : “L'erranza poetica” Chiesa Santa Maria Maggiore, Taverna, Catanzaro nel 1982 ;
- I Post Meridionali”, Centro Di Sarro, Roma 1983
- “Fall-Out” aspetti della pittura internazionale, Palazzo Galluppi 1984,
- Catanzaro, tutte mostre curate dal critico Tonino Sicoli;
- “Futura”  Palazzo Mediceo, Siena 1985 curata da E. Crispolti e le personali:
- A Ritroso, Galleria La Piazzetta, Milano nel 1987;
- nel 1989 Anamnesis, allo Studio Veder, Milano;
- nel 1991 è presente nella rassegna a Sud Dell'arte, Bari, curata da Achille Bonito Oliva;.
- nel 1992, una personale dal titolo Iperpittura/Iposcrittura, Galleria Duemme, curata da Cesare Chirici, Genova. Nel 1995 Zwischenwelten personale alla, Galleria Licandro, a Vienna.
- Nel 2000 è presente a Arte Italiana 2000, alla J.J. Brookings Gallery, San Francisco, a cura di Tim Duran.

- Nel 2001 ancora un'importante sua personale dal titolo La stagione della pittura, al collegio Cairoli, Pavia.

Nascono così alcuni cicli di lavori concepiti e realizzati per la Chiesa di Pila, Diocesi di Aosta nel 2004, la Chiesa della Assunzione della Vergine a Lugnacco Diocesi di Ivrea, la Chiesa di San Francesco per la diocesi Piacenza. Qui si svolgono delle mostre tutte curate da Andrea Del Guercio.
Nel frattempo a Milano nel 2004 viene presentate la sua personale Philo-sofie, Studio legale Grimaldi, a cura di Cristina Muccioli.
Dal 2005 ad oggi il suo lavoro si orienta sempre più verso una dimensione pittorica dove primeggia la parola poetica e letteraria fino ad arrivare ai paesaggi di cielo e a quadri monocromi.
la personale dal titolo “Out-Now” presso lo Studio Valmore a Vicenza nel 2006 e quella presso lo Studio Ra, Media project, Roma dal titolo: “I turn Round to Immanuel Kant” nel 2009; nel 2010 espone con una sua personale alla Galleria Antonio Battaglia, Milano con una mostra dal titolo “Una bella Giornata” a cura di Maurizio Guerri e Giovanni Iovane, nel 2011 una personale nella stessa galleria con “una poesia”.
Nel 2011 è presente a: Un'altra Storia, Arte Italiana dagli anni ottanta agli anni Zero nell'ex Chiesa di San Francesco, a cura di Edoardo Di Mauro, Como. Sempre nello stesso anno esegue presso la Fondazione Giuseppe Morra, Museo Hermann Nitsch, Napoli, una performance dal titolo: “L'ombra di Hegel contro l'immutabile Hegel” a cura di Romano Gasparotti. Nel 2011 espone alla 54ª Biennale di Venezia, Palazzo Zerbini, Regione Calabria.
Nel 2012 espone con una sua personale dal titolo “Adesso si mostra” alla Galleria Fusion, Torino e al POW Gallery contemporary art, Milano, una collettiva dal titolo 22 pittori italiani. Al Comune di Caravaggio (Bg) presso il Monastero di San Giovanni Battista è presente anche come curatore con sei artisti in una mostra/progetto da e per il luogo, dal titolo “Il quadro e lo schermo” - tra immagini e negazione delle immagini- Nel 2013 espone a Venezia all'arsenale, Venice doks, Castello 40, con “A case study” ; a Cosenza nel Museo del Presente con Percorsi d'arte in Calabria; al Centro documentazione arti visive, Luigi Di Sarro, Roma con “Avvio e sviluppo di una ricerca 1982/1985”.
Segnaliamo in questi ultimi anni nel 2014 una sua personale dal titolo “nevermore” alla Galleria Donna Leathermann, New York; sempre nel 2014 Al MAON (Museo dell'Otto e del Novecento, PalazzoVitari, Rende) una sua retrospettiva dal titolo in-verso opere dal 1977 al 2014. Nel 2015 Una mostra dal titolo Scritture, Galleria Francesco Clivio; nello stesso anno l'Accademia di Belle Arti di Brera gli dedica una mostra di lavori su carta (1975 – 2015) dal titolo Senso/Non senso presso la sala della Biblioteca, a cura di Claudio Cerritelli. Nel 2016 una sua mostra personale dal titolo Impalpabile, Palazzo rinascimentale Martirano-Spinelli comune di Aieta, a cura di Vittoria Coen. Nel 2017 Poesia Visiva, Galleria Carte scoperte e Casa dell'arte Spagna Bellora, Milano. Nel 2018 Contributi al Novecento, Palazzo delle Stelline, Milano a cura di Tonino Sicoli dove figurano anche delle opere di Umberto Boccioni e Alik Cavaliere; 2019 Poesia visiva dagli anni 60 agli anni 80, Heart, spazio vivo, Vimercate, Milano. Partecipa al gruppo sperimentale The sound strip poem, reading performance, presso lo studio Prisma, Genova, e presso Museo Jorn, Savona.
Nel 2020 ha eseguito la performance dal titolo: Letture futuriste, omaggio a Marasco, al MAON, Museo dell'Otto e del Novecento e ha realizzato la mostra personale dal titolo Try this lens alla Galleria Antonio Battaglia, Milano.

## Opere teoriche
- Insulae, l'arte dell'esilio, insieme a filosofi come Carlo Sini, Manlio Sgalambro, Massimo Donà, edizioni Costa e Nolan, 1993, Genova
- In contrattempo, la pittura malgrado tutto, Dialogo con Carlo Sini edizioni Mimesis, 2007 Milano.
- Di nuovo il senso; un passaggio nel contemporaneo tra arte e filosofia, edizioni Arcipelago, 2007, Milano.
- La Parola e il tempo, edizioni Crab, 2011 Milano.
- Il situazionismo: Isole, Levi Editore, Milano, 2012 Milano
- Painting, The infinite Body, Edizioni Mimesis, 2015 Milano
- Le diarchie dell'arte, Edizioni Mimesis, Milano 2015, Milano
- Inquietudini, denaro, politica ed arte, Edizioni Lanfranchi, 2017, Milano